# Ottavio Catalani
Ottavio Catalani (Enna, Sicília, ca. 1560 - 1629) fou un compositor italià.
Va estudiar música a Catània. A partir de 1603, va ser mestre de capella a Roma, a l'església de S. Apollinare, on va estar uns vint anys. Va ser protegit pel cardenal Camillo Borghese, futur papa Pau V, i poc abans de 1615 va ser contractat per la família Borghese com a preceptor i mestre de música del príncep Marcantonio. Durant aquests anys, va compondre música sacra, incloent-hi obres litúrgiques i profanes per a la família Borghese, així com una famosa col·lecció de cantates. Les seves obres es van publicar en edicions mixtes i es conserven a diverses biblioteques. Catalani va formar alumnes destacats com Nicolò Borboni i Francesco Severi. Va treballar també per a l'oratori de l'Arciconfraternita del SS. Crocifisso a S. Marcello, component música per a esdeveniments religiosos. A la vellesa, va tornar a Sicília, on va ser mestre de capella al Duomo de Messina, una de les més prestigioses de Sicília, des de 1624 fins a la seva mort el 1629.